# Fédération française de roller et skateboard
La Fédération française de roller et skateboard (FFRS) est une association française, fondée en 1910 sous le nom de Fédération des Patineurs à Roulettes de France. A sa création, elle proposait uniquement trois disciplines : le hockey sur patins à roulettes (rink hockey), le patinage de vitesse (roller course) et le patinage artistique sur roulettes.
Elle gère désormais les pratiques du roller, de la trottinette et du skateboard en France. La FFRS est affiliée au Comité national olympique et sportif français (CNOSF), à la Fédération internationale de skateboard et roller (World Skate) et bénéficie de la reconnaissance du Comité international olympique (CIO) pour les disciplines Skateboard Street et Park, ainsi que pour la Longue Piste sur Glace.
La FFRS regroupe aujourd’hui 12 disciplines sportives dont 2 olympiques : le skateboard (JO d’été) et la longue piste sur glace (JO d’hiver). 

## Structure

### Statuts
La Fédération française de roller et skateboard a pour rôle
- d'organiser, coordonner, développer et promouvoir l’enseignement et la pratique du patinage à roulettes sous toutes ses formes, en France, en Métropole ainsi que dans les Départements et Collectivités d’Outre-mer ;
- de coordonner, de contrôler l’activité des commissions sportives, des ligues régionales, des comités départementaux et des associations sportives de patinage à roulettes,  qui sont déclarées et lui sont affiliées ;
- d'entretenir toutes relations utiles avec les pouvoirs publics et les différentes fédérations et associations internationales (comme les fédérations nationales étrangères affiliées à la World Skate) ou nationales ;
- de délivrer les licences et les titres fédéraux, et procéder aux sélections nationales ;
- d'établir et de diffuser les règlements de ces différentes disciplines applicables aux compétitions et aux rencontres sportives ;
- d'assurer la formation et le perfectionnement des cadres bénévoles (entraîneurs, arbitres…) ;
- de défendre les intérêts collectifs des licenciés et de ses membres affiliés ;
- d'exercer une vigilance particulière à l'égard notamment des infractions susceptibles de nuire à la santé et à l'intégrité physique ou psychique de ses licenciés, à l'intégrité et au bon déroulement des compétitions et manifestations qu'elle organise ou autorise, ainsi qu'au bon fonctionnement de ses organismes déconcentrés ou de ses associations affiliées.

### Administration
La fédération est administrée par trois organes : l'assemblée générale, le conseil d'administration et le bureau exécutif. L'assemblée générale est composée des représentants des associations affiliées à la FFRS et des représentants des régions et des départements. Les représentants des régions et des départements sont élus par les assemblées générales des ligues régionales et des comités départementaux. Mise à part les ligues d'Outre-Mer qui n'ont qu'un seul représentant et un suppléant, chaque ligue régionale dispose de quatre représentants titulaires et jusqu'à huit remplaçants, ceci quelle que soit la taille de chaque ligue. Pour les comités départementaux, la limite 1 000 licences délivrées avant le 31 août de la saison précédente permet de déterminer si le comité a deux ou trois représentants, et jusqu’à deux fois plus de suppléants. En fonction de la typologie de la région et du département, chaque représentant a un certain nombre de voix. L'assemblée générale se réunit au moins une fois par an, sur convocation du conseil d'administration de la FFRS mais peut également être demandée de manière exceptionnelle.
Ce conseil d'administration est élu pour une durée de quatre ans au cours d'un scrutin secret de liste. Il est ainsi constitué de 33 personnes comprenant en autres, un médecin ainsi que deux représentants de chacune des 8 commissions sportive de la FFRS. Il doit se rassembler au moins 3 fois par an. Une fois le conseil d'administration élu au cours de l'assemblée générale élective, le président de la FFRS, tête de liste de la liste majoritaire à l'élection du CA, propose un bureau exécutif qui doit être validé par vote du conseil d'administration. Ce bureau exécutif est composé entre huit et douze membres : qui comprend, outre le Président, un Secrétaire Général, un Trésorier, deux sportifs de haut niveau, entre trois et sept autres membres. 

## Histoire

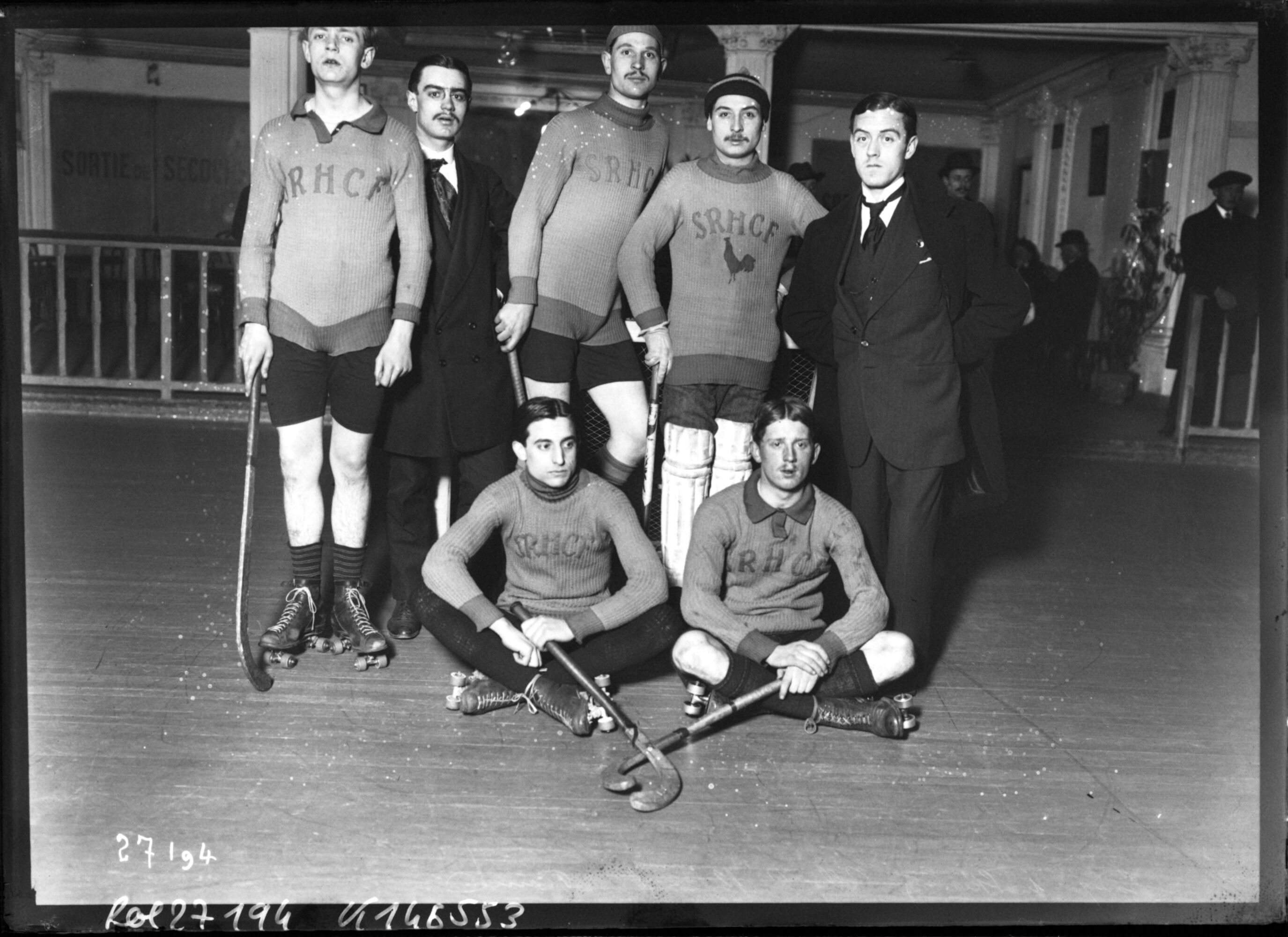
Photo du Skating Roller Hockey Club de France prise en 1913.

Née en 1910, la Fédération des Patineurs à Roulettes de France regroupe à son origine trois spécialités : la course, le patinage artistique ainsi que le rink hockey. Elle est éteinte en 1914 en raison de l'appel de la Nation sous les drapeaux lors de la Première Guerre mondiale.
En 1921, la Fédération s'affilie au Comité olympique français. La Fédération est dissoute en 1925 avant d'être remplacée par la Fédération Française de Rink Hockey l'année suivante. La première assemblée générale a ainsi lieu le 16 octobre 1926 ; elle reçoit l'agrément du Gouvernement pour être le seul organe apte à gérer les disciplines du patinage à roulettes. Il y a alors 7 clubs affiliés et 67 licenciés. Elle s'installe à proximité du Centre national d’entraînement, implanté au CREPS AQUITAINE, à Talence. En 1936, la France accueille pour la première fois une édition du championnats du monde de patinage artistique au Palais des Sports de Paris.
Après la seconde guerre mondiale, le 19 octobre 1945 la Fédération française de patinage à roulettes est créée avant de changer de nom et devenir la Fédération française des sports de patinage à roulettes en 1976. 
En 1984, la France accueille la première édition des Championnats du monde B de rink hockey masculin, édition remportée par l'Équipe de France. En 1977, le Brevet d'éducateur sportif premier degré est créé avec quatre spécialités (rink hockey, course, patinage artistique et danse).

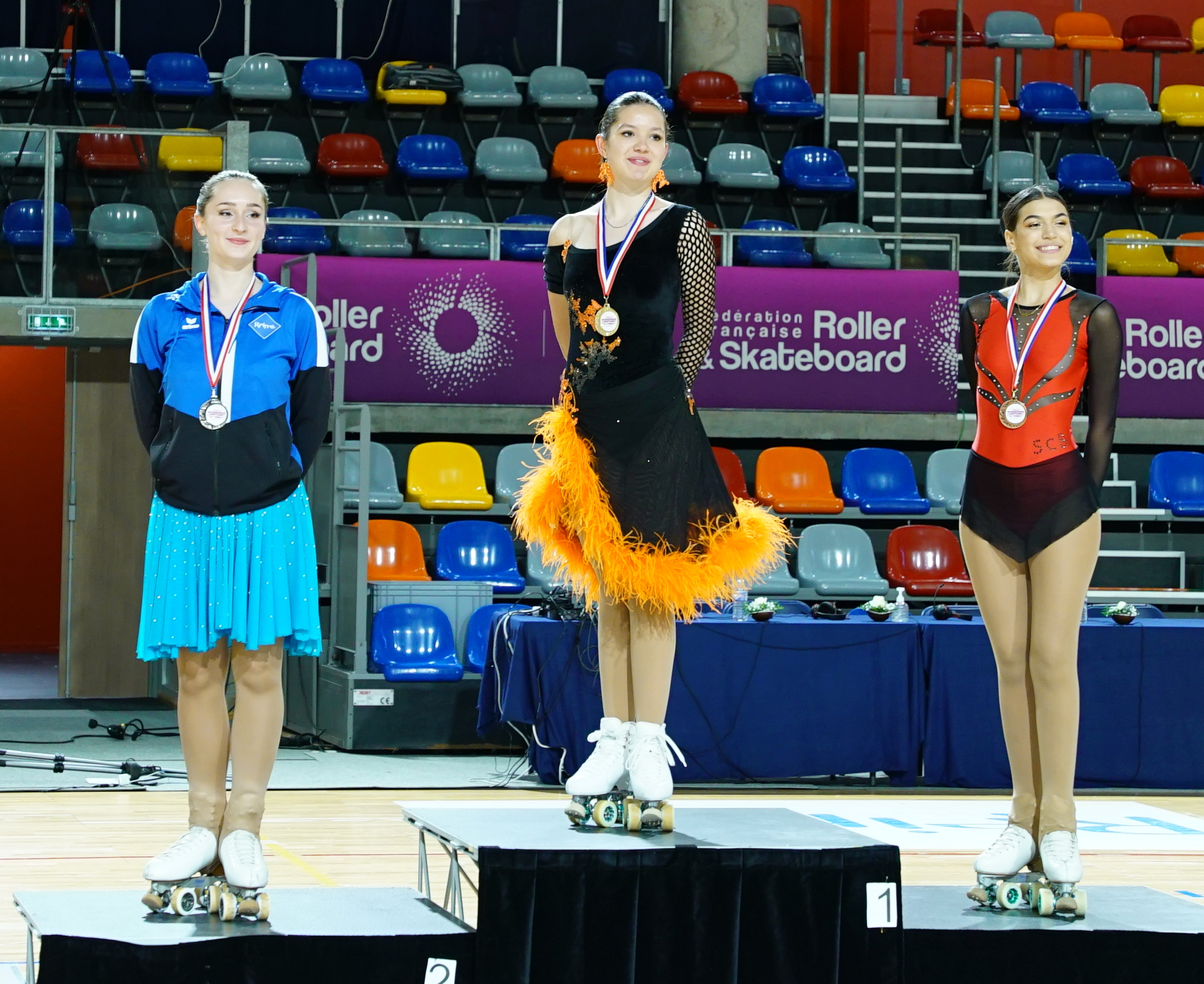
Organisation du championnat de France, ici la reprise en 2021 après la pause due au COVID-19.

En 1997, le skateboard initialement rattaché à la Fédération française de surf depuis 1977, est intégré à la FFRS, une commission dédiée à ce sport voit alors le jour. En mai 2011, la fédération change de nom en devenant la Fédération française de roller sports.
L'introduction du skateboard (Street-Bowl-Rampe) aux Jeux olympiques d'été de 2020 à Tokyo est l'occasion pour le Comité international olympique d'ouvrir des discussions avec les organisateurs de compétitions mondiales (ISF, WCS, ISU, Street League, Xgames). La Commission Skateboard est déjà partenaire de l'ISF, la WCS, l'ISU, l'ISSA (slalom) et l'IDF (downhill) en organisant des compétitions mondiales en France et en envoyant les meilleurs skaters français aux évènements internationaux.
Lors de l'assemblée générale du 9 décembre 2017, la fédération décide d'adopter une nouvelle dénomination, la Fédération Française de Roller et Skateboard, pour mieux refléter l'adhésion du skateboard dans l'instance ,.
Nicolas Belloir, en poste depuis 2015, démissionne de la présidence de la fédération le 6 mars 2020, quelques jours avant une convocation par le ministère des Sports dans le cadre de révélations sur des violences sexuelles. Il est remplacé en intérim par Boris Darlet ; ce dernier étant élu pour l'olympiade suivante lors de l'assemblée générale fédérale, le 13 décembre 2020.

### Appellations successives
- De 1910 : Fédération des patineurs à roulettes de France (FPRF)[12]
- De 1926 : Fédération française de rink hockey (FFRH)
- 19 octobre 1945 : Fédération française de patinage à roulettes (FFPR)
- 1952 : Fédération française de roller skating (FFRS)
- 1977 : Fédération française des sports de patinage à roulettes (F.F.S.P.R.)
- 31 mars 1990 : Fédération française de roller skating (FFRS)
- Mai 2011 : Fédération française de roller sports (FFRS)
- 9 décembre 2017 : Fédération française de roller et skateboard

### Présidents de la FFRS

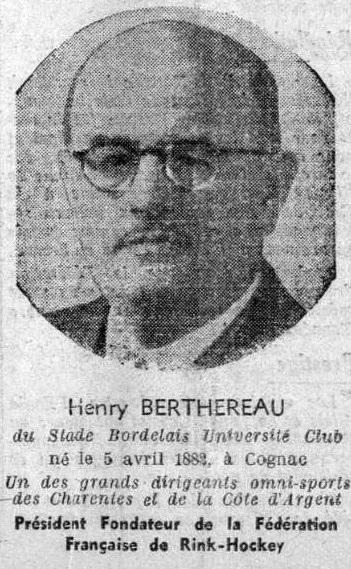
Henry Berthereau, un des premiers président de la Fédération française de rink hockey (ici en 1940).

| Période                         | Président                                                     | Trésorier                                                                    | Secrétaire                                             | Directeur technique national |
| ------------------------------- | ------------------------------------------------------------- | ---------------------------------------------------------------------------- | ------------------------------------------------------ | ---------------------------- |
| 1910-1919                       | Monsieur Michaut                                              |                                                                              | Georges Steinfinkel                                    | -                            |
| 1919-1921                       | M. Maréchal                                                   | Marcel Fournier                                                              | Pierre Margier                                         | -                            |
| 1921-1926                       | Georges Steinfinkel                                           | Marcel Fournier                                                              | Pierre Margier                                         | -                            |
| 1926-1930                       | Henry Berthereau                                              | Aristide Martin                                                              | F. Weisse                                              | -                            |
| 1930-1934                       | Henry Berthereau                                              | Aristide Martin                                                              | Camille Fetler                                         | -                            |
| 1934-1935                       | Henry Berthereau                                              | Aristide Martin                                                              | Camille Fetler                                         | -                            |
| 1935-1942                       | Henry Berthereau                                              |                                                                              | F. Ballavoine                                          | -                            |
| 1942-1945                       | Henry Berthereau M. Bertrand (vice-président en Zone occupée) |                                                                              | F. Ballavoine                                          | -                            |
| 1945-1949                       | Henry Berthereau                                              | M. Peyrou (1945-1947) M. Gillete (1947-1949)                                 | Camille Fetler                                         | -                            |
| 1949-1953                       | Henry Berthereau                                              | M. Gillette                                                                  | Camille Fetler                                         | -                            |
| 1953-1954                       | Henry Berthereau                                              | Marcel Manaud                                                                | Camille Fetler                                         | -                            |
| 1954-1957                       | A. Lamarque                                                   | Marcel Manaud                                                                | Camille Fetler                                         | -                            |
| 1957-1961                       | A. Lamarque                                                   | Marcel Manaud                                                                | Camille Fetler                                         | -                            |
| 1961-1965                       | A. Lamarque                                                   | Despax                                                                       | Camille Fetler                                         | -                            |
| 1965-1966                       | A. Lamarque                                                   | Marcel Manaud                                                                | Camille Fetler                                         | -                            |
| 1966-1969                       | Jean Doursat                                                  | Jean Doursat                                                                 | Robert Curtan                                          | -                            |
| 1969-1970                       | Jean Doursat                                                  |                                                                              | Robert Curtan                                          | -                            |
| 1970-1973                       | Maurice Gibert                                                | M. Etchebes (1972)                                                           | Robert Curtan                                          | -                            |
| 1973-1977                       | Maurice Gibert                                                | L. Andrieu                                                                   | Robert Curtan (1973-1975) Bernard Charlot (1975-1977)  | -                            |
| 1977-1981                       | Maurice Gibert                                                | Raymond Billard                                                              | Bernard Charlot                                        | Bernard Fonfrède (1978)      |
| 1981-1985                       | Bernard Charlot                                               | Raymond Billard                                                              | Hubert Beignon                                         | Bernard Fonfrède             |
| 1985-1989                       | Hubert Beignon                                                | Foulhoux (1985-1988)                                                         | Louis Gatto                                            | Bernard Fonfrède             |
| 1989-1993                       | Bernard Charlot                                               | Daniel Bonithon vice président chargé des finances Louis Barthes : trésorier | Georges Gouffe (1989-1991) Alain Monnadier (1991-1993) | Dominique Rousset (1990)     |
| 1993-1997                       | Bernard Charlot                                               | Daniel Bonithon vice président chargé des finances Louis Barthes : trésorier | Alain Monnadier                                        | Dominique Rousset            |
| 1997-2001                       | Joël Retureau                                                 | Guy Limieri : vice président chargé des finances Carole Anizon : trésorière  | Christian Beaumont                                     | Hervé Lallement (1998)       |
| 2001-2005                       | Joël Retureau                                                 | Francis Lucas                                                                | Nicolas Belloir                                        | Hervé Lallement              |
| 2005-2009                       | Nicolas Belloir                                               | Marie-Claude Martinez                                                        | Alain Pigeyre                                          | Hervé Lallement              |
| 2009-2012                       | Nicolas Belloir                                               | Olivier Pagnon                                                               | Lucile Leborgne                                        | Hervé Lallement              |
| 2012-2014                       | Daniel Bonithon                                               |                                                                              |                                                        | Hervé Lallement              |
| Fin 2014 à janvier 2015         | Boris Darlet (par intérim)                                    |                                                                              |                                                        | Hervé Lallement              |
| De 2015 à mars 2020             | Nicolas Belloir                                               | Mathieu Fouchard                                                             | Stéphane Casteran                                      | Hervé Lallement              |
| Mars à mai 2020                 | Boris Darlet (par intérim)                                    | Mathieu Fouchard                                                             | Stéphane Casteran                                      | Hervé Lallement              |
| Mai à décembre 2020             | Boris Darlet                                                  | Mathieu Fouchard                                                             | Stéphane Casteran                                      | Hervé Lallement              |
| De janvier 2021 à décembre 2024 | Boris Darlet                                                  | Monique Keribin (2021)                                                       | Stéphane Casteran                                      | Sébastien Sobczak (2021)     |
| Depuis janvier 2025             | Boris Darlet                                                  | Monique Keribin                                                              | Stéphane Casteran                                      | Ludovic Royé (mai 2025)      |

### Identité visuelle

Logo de la Fédération française de roller skating
Logo de la FFRS de mai 2011 à décembre 2017
Logo de la FFRS depuis janvier 2018

## Disciplines
La FFRS regroupe 12 disciplines du roller, de la trottinette et du skateboard c'est-à-dire :
- le patinage artistique sur roulettes (1910),
- le roller de vitesse ou roller course (1910),
- le rink hockey (1910),
- le roller acrobatique ou roller freestyle (1994[21]),
- la randonnée en roller et mobilités actives (1996[21]),
- le roller hockey (1996[21]),
- le skateboard (1997),
- la descente (début 2000)
- le roller soccer (début 2000)
- le roller derby (2012[29]).
- la trottinette (2014)
- la longue piste sur glace (2023)